# Libeňský přístav

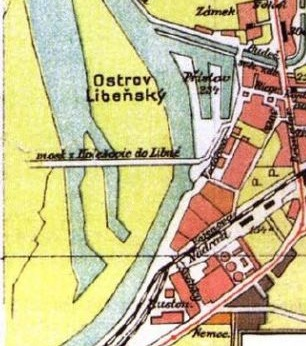
Libeňský přístav na plánu Libně z roku 1879, doplněném začátkem 20. století

Libeňský přístav byl vybudován v Libni v Praze v letech 1893–1896.
První návrh na zřízení přístavu v Libni vypracoval roku 1891 Jan Kaftan, libeňská obec však rozhodla návrh přepracovat. Nový návrh Antonína Smrčka z roku 1893 počítal s větší hloubkou (1,8 m) a rozlohou vodních ploch (20 000 m²) a s přeložením toku Rokytky mimo vlastní přístav. Návrh počítal také s budoucím napojením vlečkou na nádraží na Rohanském ostrově.
Přístav byl dimenzován na současné vykládání 15 velkých labských lodí (o nosnosti 700 tun). Měl dvě ramena oddělená rozšiřujícím se molem. Při Vltavě byla vybudována ochranná hráz. Přístav stavěla firma Lanna: Mohutné parní rýpadlo pozemní, které druhdy pracovalo v přístavu holešovickém, nabírá silnými železnými putnami hmoty zemní z přístavního vodojemu a sype je do vozíků, které jím projíždějí jako železnou branou a sepjaty ve vlak a taženy lokomotivou vozí náklad svůj až k Bulovce ku zřízení náspu silničního.
V konkurenci protilehlého přístavu holešovického však význam libeňského přístavu postupně upadal. Roku 1924 přístav zakoupila Vltavsko-labská společnost a zřídila zde opravnu lodí. Později rozšířila svou činnost i na stavbu nových plavidel. Asi v letech 1927–1928 byl východní bazén přístavu zasypán, druhý bazén byl upraven pro potřeby loděnice. Pro odstavování lodí bylo možno využít nyní zaslepené rameno Vltavy na západě přístavu.
V roce 1931 se oddělil samostatný podnik Loděnice Praga. Po roce 1945 byl podnik znárodněn a jako České loděnice vyráběl sací bagry a jiná specializovaná plavidla. V 90. letech byly loděnice zrušeny.
V roce 2005 byl dokončen systém protipovodňové ochrany přístavu. V okolí přístavu probíhá výstavba bytů a komerčních budov.

## Fotogalerie

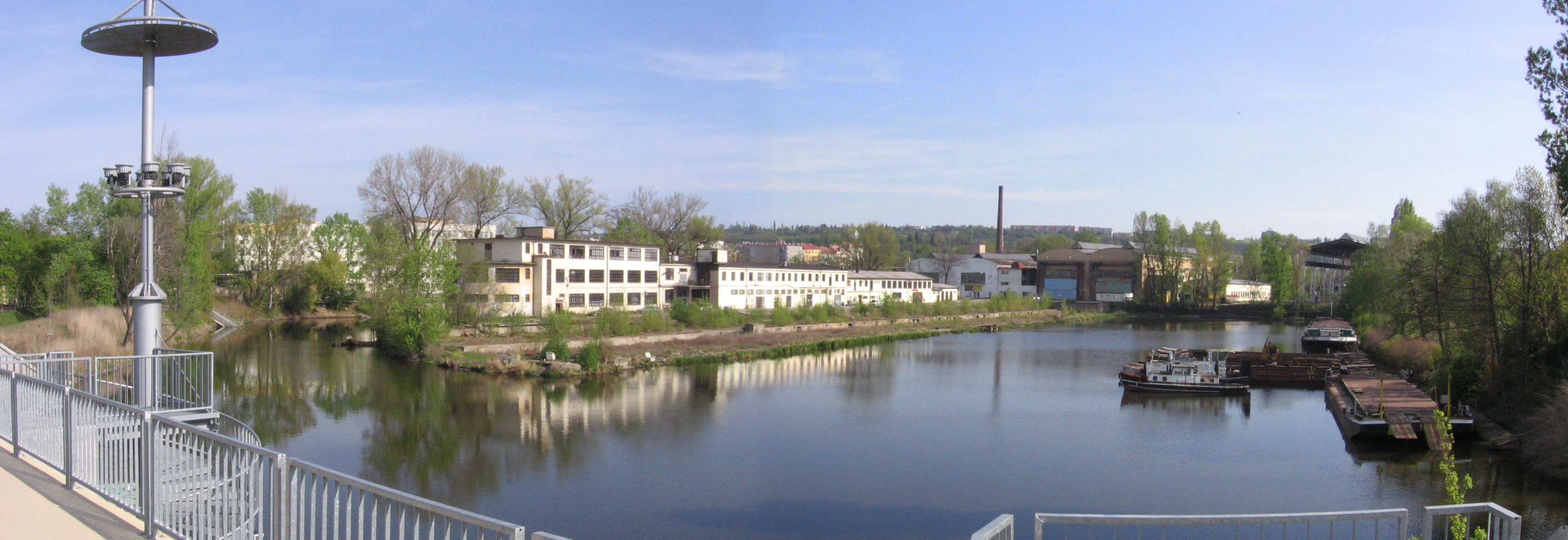
Panorama přístavu
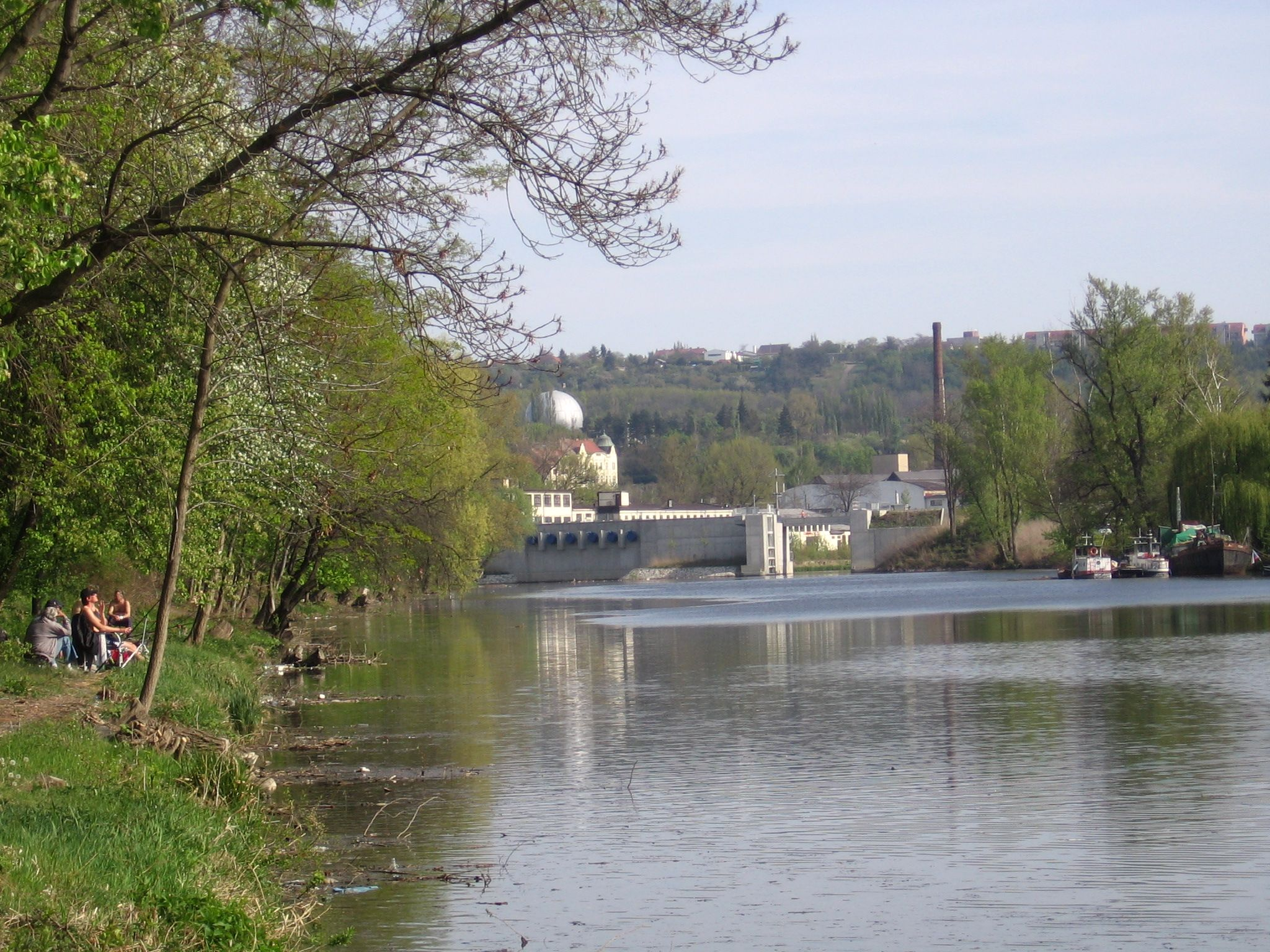
Protipovodňová ochrana přístavu
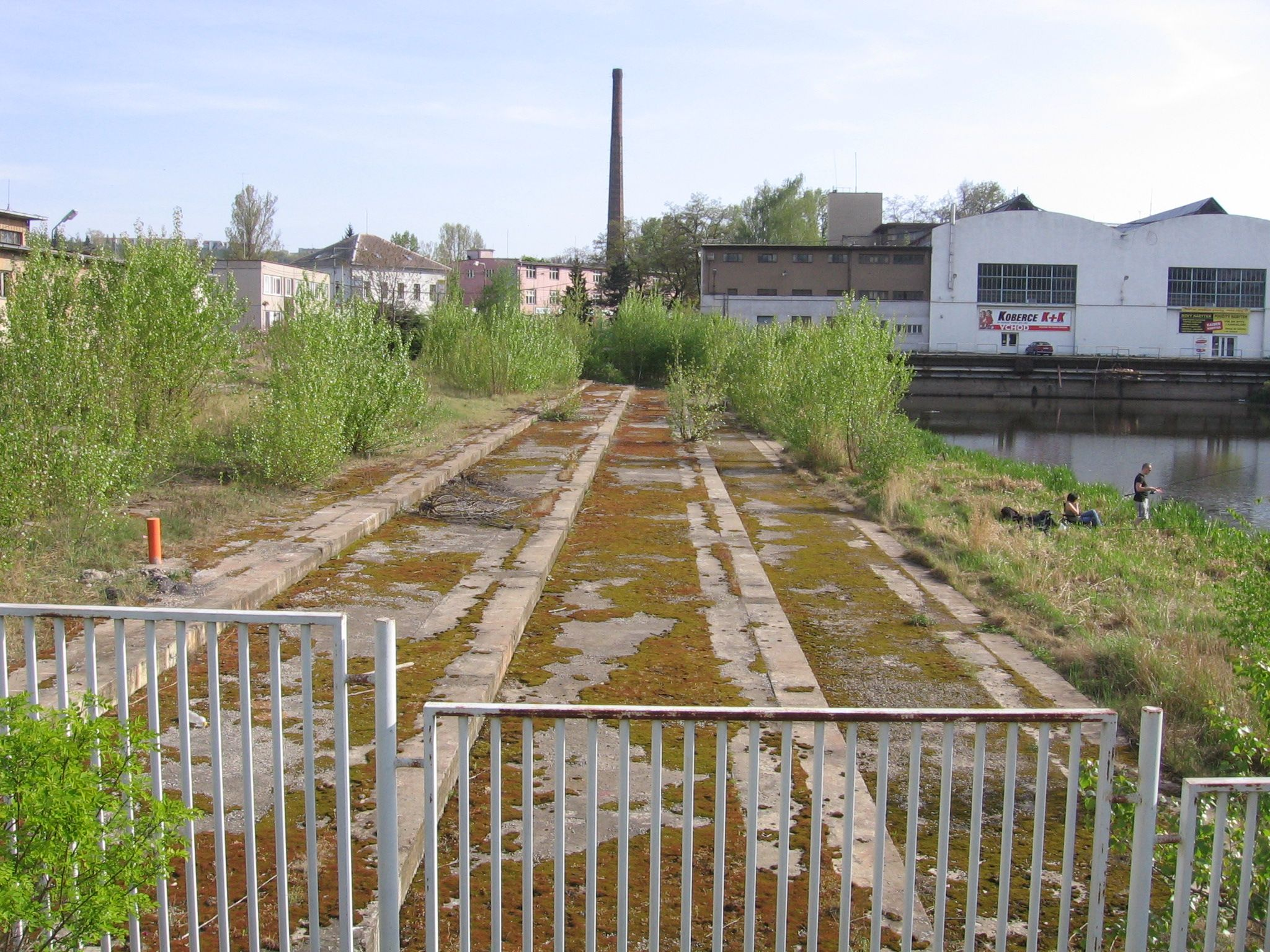
Břeh loděnice
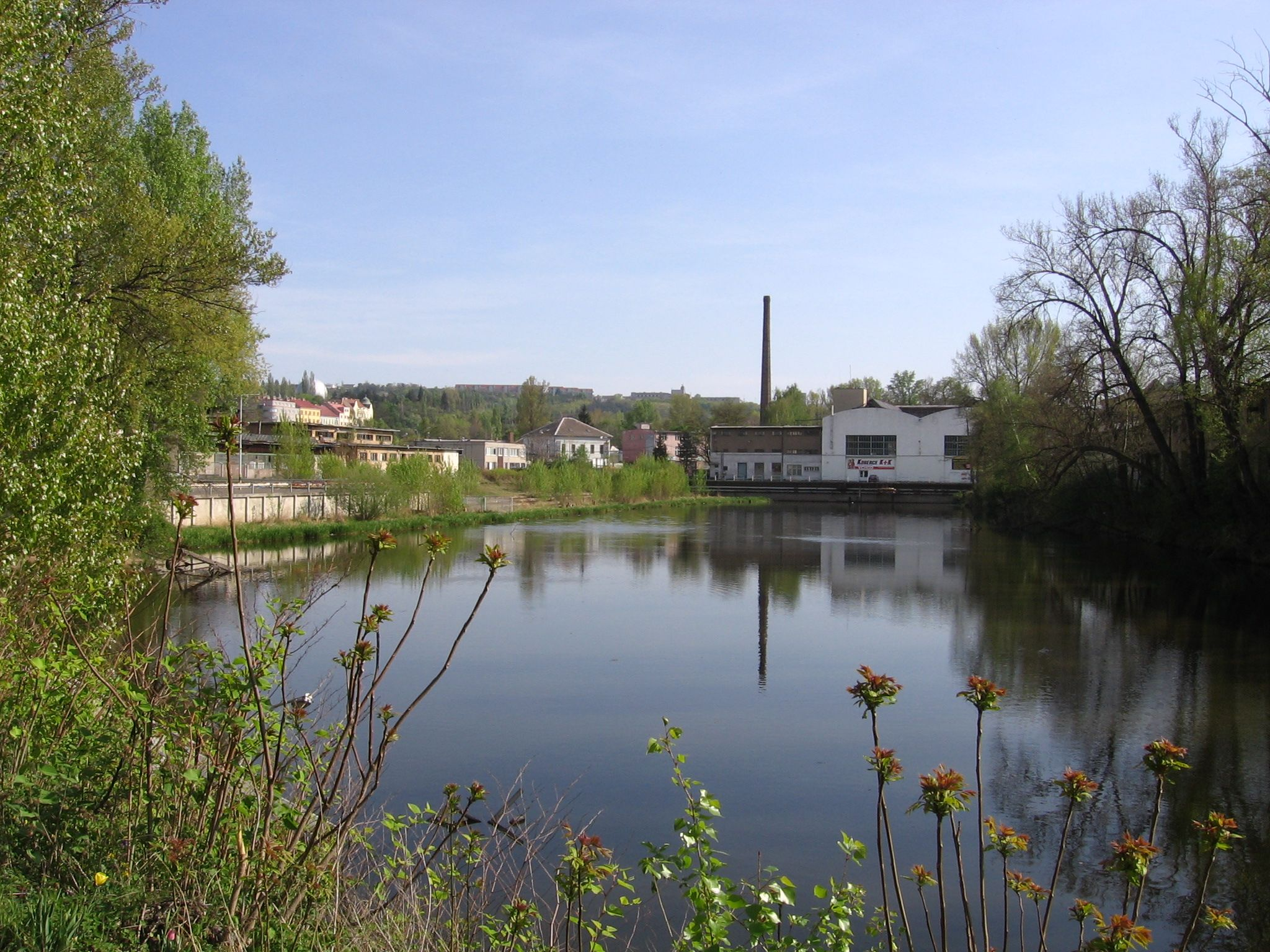
Bazén loděnice